# Bùi Thị Xuân
Bùi Thị Xuân (裴氏春; 1752 – 1802) là một trong Tây Sơn ngũ phụng thư, là chính thất của Thái phó Trần Quang Diệu và là một Đô đốc của vương triều Tây Sơn trong lịch sử Việt Nam.

## Thân thế và sự nghiệp
Bùi Thị Xuân là con của Bùi Đắc Chí, gọi Bùi Đắc Tuyên bằng chú, người thôn Xuân Hòa, một thôn nằm về phía đông Phú Phong (nay thuộc thôn Phú Xuân, xã Bình Phú, huyện Tây Sơn, tỉnh Bình Định).
Sinh ra trong một gia đình khá giả, Bùi Thị Xuân sớm được học văn và học võ. Tương truyền bà vừa có sức mạnh vừa có sắc đẹp, nữ công khéo, chữ viết đẹp, nhưng thích làm con trai, thích múa kiếm đi quyền. Lại nghe kể chuyện bà Trưng bà Triệu cỡi voi đánh giặc, Bùi Thị Xuân náo nức muốn được theo gương bà Triệu bà Trưng, luyện đánh voi ra trận. Còn những chuyện Tô Tiểu Muội cùng chồng xướng họa, chuyện bà Mạnh Quang cử án tề mi thì Bùi Thị Xuân cho là nhảm nhí. Lúc nhỏ đi học thường mặc áo con trai. Lớn lên tự may kiểu áo các nữ hiệp vẽ trong sách mà mặc.
Năm 12 tuổi, Bùi Thị Xuân đến trường học chữ. Bị đùa cợt, Bùi Thị Xuân cả thẹn, vung quyền đánh vào mặt hai người sanh sự rồi trở về nhà. Từ ấy bỏ học chữ, ở nhà chuyên học võ.
Từ khi bỏ học văn thì đêm đêm có một lão bà đến dạy. Dạy từ đầu hôm đến gà gáy lần thứ nhất thì bà lão lui gót. Không ai hiểu lai lịch ra sao. Suốt ba năm trời, trừ những khi mưa gió, đêm nào bà lão cũng đến cũng đi đúng giờ giấc. Dạy quyền, dạy song kiếm. Rồi dạy cách nhảy cao nhảy xa. Nhảy cao thì cột hai bao cát nơi chân mà nhảy, ban đầu bao nhỏ rồi đổi bao to dần, cuối cùng mới nhảy chân không. Còn nhảy xa thì ban đầu dùng sào, sau dùng tre tươi ngoài bụi, níu đọt uốn cong xuống thấp rồi nương theo sức bung của cây mà nhảy. Đêm học ngày tập, đến 15 tuổi thì tài nghệ đã điêu luyện. Theo cụ Bùi Sơn Nhi ở Xuân Hòa thì đó là bà cao tổ của ông Hương mục Ngạc, một võ sư trứ danh ở An Vinh thời Pháp thuộc.
Sau khi luyện tập võ nghệ thuần thục, Bùi Thị Xuân bèn rủ một số chị em khác trong vùng đến nhà mình luyện quyền múa kiếm. Đệ tử của bà ban đầu còn ít, dần dần lên đến vài chục người. Tài nghệ đã tinh mà cách đối xử, cách dạy dỗ lại đứng đắn nên Bùi Thị Xuân được chị em kính yêu, quý trọng. Trong số đệ tử xuất sắc có bà Bùi Thị Nhạn.
Năm 1771, Bùi Thị Xuân lúc 20 tuổi đã dùng kiếm để giải nguy cho Trần Quang Diệu khi vị tráng sĩ này bị một con hổ dữ tấn công. Và cũng từ lần gặp này mà hai người trở thành vợ chồng khi ông Diệu đến ở nhà người con gái Xuân Hòa để trị thương, rồi cùng nhau về tòng quân dưới ngọn cờ Tây Sơn ở chiến khu Phú Lạc.

### Hết lòng vì nhà Tây Sơn
Năm Tân Mão, niên hiệu Cảnh Hưng thứ 32, Định Vương Nguyễn Phúc Thuần thứ 6, tức năm 1771, Nguyễn Nhạc được các người cùng hợp tác và các nhân sĩ đồng bào địa phương tôn làm Tây Sơn Vương. Lấy danh nghĩa chống lại Quốc phó Trương Phúc Loan, ủng hộ Hoàng tôn Nguyễn Phúc Dương là cháu đích tôn của Vũ vương Nguyễn Phúc Khoát.
Nguyễn Nhạc tổ chức lại cơ sở:
- Quân sự giao cho Nguyễn Huệ, Trần Quang Diệu, Võ Văn Dũng, Võ Đình Tú.

- Kinh tế tài chánh giao cho Nguyễn Thung, Bùi Thị Xuân và Nguyễn Lữ.

- Dân sự (hành chánh, ngoại giao, tuyên truyền...) giao cho Võ Xuân Hoài và Trương Mỹ Ngọc.

Với tài nghệ (ngoài tài kiếm thuật, bà còn giỏi bắn cung, cưỡi ngựa và luyện voi, quản tượng của bà chăm sóc, huấn luyện hàng chục con voi chiến) cộng với lòng dũng cảm, Bùi Thị Xuân cùng chồng nhanh chóng trở thành những tướng lĩnh trụ cột, góp công lớn trong công cuộc dựng nghiệp của nhà Tây Sơn ngay từ buổi đầu.
Tháng 7 năm 1775, Nguyễn Nhạc sai Nguyễn Huệ đánh Phú Yên. Nguyễn Huệ liền giao Tây Sơn cho Bùi Thị Xuân và Võ Đình Tú quản đốc, đem quân đánh Phú Yên. Quân Nguyễn tan vỡ, Tống Phúc Hiệp phải rút về Hòn Khói. Bùi Công Kế ở Bình Khang và Tống Văn Khôi từ Khánh Hòa đem quân ra chiếm lại Phú Yên đều thất bại, Kế bị bắt sống còn Khôi tử trận.
Tháng 11 năm 1775, Tôn Thất Quyền và Tôn Thất Xuân dấy binh chiếm lại phủ Thăng Bình và phủ Điện Bàn, Quảng Nam. Bùi Thị Xuân và Võ Đình Tú tiến cử Đặng Xuân Phong. Nguyễn Nhạc liền sai Đặng Xuân Phong đi đánh dẹp. Không phải dùng nhiều công sức, Đặng Xuân Phong mới xáp chiến trận đầu là lấy ngay được Thăng Bình rồi Điện Bàn. Tôn Thất Quyền và Tôn Thất Xuân đều tử trận.
Năm 1785, Bùi Thị Xuân cùng chồng ở trận Rạch Gầm-Xoài Mút đánh tan 2 vạn quân Xiêm La, cũng đã lập đại công. Vợ chồng ông điều khiển bộ binh, tướng Võ Văn Dũng cùng Nguyễn Huệ chỉ huy thủy quân. Bùi Thị Xuân đã chém bay đầu tướng Xiêm là Lục Côn.
Theo tài liệu, trong trận đại phá quân Mãn Thanh vào đầu xuân Kỷ Dậu (1789), bà chỉ huy đội tượng binh của đạo Trung quân do vua Quang Trung (Nguyễn Huệ) chỉ huy.
Trong những năm tiếp theo, bà cùng chồng cầm quân đi đánh dẹp các phe chống đối vương triều mới (nhà Tây Sơn), trong số đó có lực lượng của hoàng thân nhà Lê là Lê Duy Chỉ cấu kết với Tù trưởng Bảo Lạc (Hà Tuyên)...
Giữa lúc nhà Tây Sơn đang từng bước ổn định tình hình trong nước, ngày 29 tháng 7 năm 1792, vua Quang Trung đột ngột qua đời. Kể từ đấy, vương triều này bắt đầu suy yếu do vua Cảnh Thịnh (Nguyễn Quang Toản) còn nhỏ, lại bị người cậu ruột là Thái sư Bùi Đắc Tuyên chuyên quyền.
Thời gian này, Bùi Thị Xuân được cử vào trấn thủ Quảng Nam, còn chồng bà (Trần Quang Diệu) thì được cử vào Diên Khánh chống ngăn quân Nguyễn. Đến khi nghe tin cha con Bùi Đắc Tuyên bị tướng Võ Văn Dũng bắt giết, Trần Quang Diệu cả sợ, phải kéo quân về kinh đô đóng ở bờ Nam sông An Cựu, thì bà cũng nhận được lệnh hồi triều.
Nghe mật thám báo tin nội bộ nhà Tây Sơn đang lục đục, chúa Nguyễn Phúc Ánh liền tổ chức ngay những cuộc tấn công. Nhưng quân Nguyễn vừa tiến vào thành Quảng Nam thì bị đánh một trận tơi bời. Tức tối vì thua mưu trí đàn bà, chúa Nguyễn thề sẽ sớm rửa mối nhục. Thấy Chúa Nguyễn rút lui hết, đến lúc ấy, Bùi Thị Xuân mới kéo quân về Phú Xuân để cùng chồng dàn xếp việc triều chính...
Mùa xuân năm 1802, vua Cảnh Thịnh sai em là Nguyễn Quang Thùy vào trấn giữ Nghệ An, còn tự mình cầm quân đi đánh chiếm lại Phú Xuân. Trong chiến dịch này, Bùi Thị Xuân được lệnh đem 5.000 quân đi hộ giá.
Thấy thế trận ngày càng bất lợi, Bùi Thị Xuân cưỡi voi liều chết đánh riết vào lũy Trấn Ninh, nơi Nguyễn Phúc Ánh đang cố thủ, từ sáng đến chiều, máu và mồ hôi ướt đẫm áo giáp. Rồi bà còn giành lấy dùi tự tay thúc trống liên hồi. Lúc bấy giờ chúa Nguyễn cùng tướng tá đã hốt hoảng vội chia quân vượt sông Linh Giang đánh bọc hậu hòng mở đường máu thoát thân. Nào ngờ vua Cảnh Thịnh thấy quân Nguyễn tràn qua nhiều, tưởng nguy khốn liền cho lui binh. Bùi Thị Xuân bèn nắm áo ngự bào của nhà vua để khuyên cố đánh. Nhưng khi nghe tin tướng Nguyễn Văn Trương phá tan thủy binh Tây Sơn ở cửa biển Nhật Lệ (Quảng Bình), cướp được hầu hết tàu thuyền và tướng giữ cửa Nguyễn Văn Kiên cũng đã đầu hàng thì đội quân của bà hốt hoảng bỏ cả vũ khí, đạn dược để tháo chạy...
Đây có thể nói là trận chiến đấu oanh liệt cuối cùng của bà để hòng cứu vãn tình thế. Nhưng ngờ đâu nhà Tây Sơn sau trận này thêm trượt dài trên đà suy vong, không sao gượng lại được nữa...

### Bịvoi giày
Được tin đại quân Tây Sơn thua to ở Trấn Ninh, Tư đồ Vũ Văn Dũng và chồng Bùi Thị Xuân là Thái phó Trần Quang Diệu, dù biết không thể giữ được Quy Nhơn nhưng vẫn gắng gượng đến tháng 3 cùng năm trên mới rời bỏ thành, đem binh tượng đi đường thượng đạo qua Ai Lao ra Nghệ An, ý là để hội quân với vua Cảnh Thịnh cùng lo chống giữ.
Sử gia C. B. Mabon kể:
Trần Quang Diệu cùng vợ và con gái, dẫn theo một số tàn quân chạy ra Bắc bằng đường thượng đạo Ai Lao. Đến châu Quy Hợp, Diệu xuống Hương Sơn thì biết tin Nghệ An đã mất. Quân sĩ của Diệu bỏ cả rồi, mấy hôm sau vợ chồng Quang Diệu đều bị bắt cả... Vua Cảnh Thịnh cùng hai em và vài tướng tá vượt qua sông Nhị Hà, tính trốn lên vùng Thượng du cũng bị dân chúng bắt và đóng cũi nộp cho quân Nguyễn...
Trước khi trích dẫn tài liệu của một giáo sĩ phương Tây tên là De La Bissachère (nghe kể lại buổi hành hình) được viết năm 1807, mô tả lại cái chết của mẹ con bà Bùi Thị Xuân, sử gia Phạm Văn Sơn đã có lời giới thiệu như sau:
Mẹ con bà Bùi Thị Xuân, người ta (ý nói đến vua Gia Long) cũng rất căm thù, nên cũng dùng hình phạt dã man nhất. Nguyên nhân là bà đã điều khiển binh sĩ đánh vào lũy Trấn Ninh hết sức kịch liệt, đã làm cho chúa Nguyễn và các tướng sĩ có phút phải thất thần, tưởng chừng nguy khốn đến nơi.
Trích tài liệu của giáo sĩ De La Bissachère:
Đứa con gái trẻ của bà (Bùi Thị Xuân) bị lột hết y phục. Một thớt voi từ từ tiến đến. Cô gái biến sắc rồi mặt trắng bệch như tờ giấy. Nàng ngoảnh nhìn mẹ, kêu thất thanh. Bà Xuân nghiêm mặt trách: Con phải chết anh dũng để xứng đáng là con của ta!... Đến lượt bà, nhờ lớp vải ở bên trong quấn kín thân thể, nên tránh khỏi sự lõa lồ. Và bà rất bình thản bước lại trước đầu voi hét một tiếng thật lớn khiến voi giật mình lùi lại. Bọn lính phải vội vàng bắn hỏa pháo, đâm cây nhọn sau mông con vật để nó trở nên hung tợn, chạy bổ tới, giơ vòi quấn lấy bà tung lên trời... Nhưng trái với lệ thường, nó không chà đạp phạm nhân như mọi bận mà bỏ chạy vòng quanh pháp trường, rống to lên những tiếng đầy sợ hãi khiến hàng vạn người xem hoảng hốt theo...
Sau đó Nguyễn Ánh thấy không giết được Bùi Thị Xuân bèn cho lấy dây sắt quấn người bà vào cột rồi cho thiêu chết một cách dã man.

## Được ca ngợi
Công luận bình phẩm, hầu hết đều khen ngợi oai danh và tiết tháo của Bùi Thị Xuân. Theo sử liệu, sở dĩ được vậy là vì trong cuộc đời bà có mấy sự việc đáng chú ý sau: 

### Có tấm lòng thương dân
Gặp năm mất mùa, nhiều phủ huyện ở trấn Quảng Nam sinh loạn, quan quân địa phương không kiềm chế nổi. Triều thần lập tức tiến cử Bùi Thị Xuân ra nơi đó làm Trấn thủ. Đến nơi, bà tự mình đi thị sát khắp các hạt, rồi cho mở kho phát chẩn. Thấy viên quan nào chiếm công vi tư, ăn của hối lộ... bà đều thẳng tay cách chức, chọn người tài đức lên thay. Ngoài ra, bà còn ra lệnh bãi bỏ các cuộc truy lùng những nhóm người nổi dậy, và mạnh dạn ra tuyên cáo rằng: Ai vác cày bừa, nông cụ thì được coi là dân lành... Vì thế nạn trộm cướp và chống đối ở Quảng Nam (nhất là ở huyện Quế Sơn) nhanh chóng chấm dứt, dân chúng lại được yên ổn làm ăn...

### Không vì tình riêng
Thái sư Bùi Đắc Tuyên, người làng Xuân Hòa (huyện Tuy Viễn), là cậu của vua Cảnh Thịnh và là chú của Đô đốc Bùi Thị Xuân. Năm 1795, ông bị Võ Văn Dũng giết chết vì tội chuyên quyền. Bấy giờ có nhiều người nghi ngại Bùi Thị Xuân, vì bà là cháu ruột của Đắc Tuyên. Nhưng khác với những gì xầm xì, bà đã không hề thù oán người giết chú ruột mình, cũng như lợi dụng sự rối ren đó mà đi theo đối phương hay tìm nơi cát cứ...
Đề cập đến tinh thần quyết chiến của Bùi Thị Xuân trong trận Trấn Ninh (1802), trong bài thơ dài Bùi phu nhân ca của danh sĩ Nguyễn Trọng Trì (1854-1922) có đoạn:
| | Nghĩa là: |
| Xuân hàn lãnh khí như tiễn đao Xuân phong xuy huyết nhiễm chinh bào Hoàng hôn thành dốc bi già động Hữu nhân diện tỷ phù dung kiều Phu cổ trợ chiến Lương Hồng Ngọc Mộc Lan tòng quân Hoàng Hà Khúc Thùy ngôn cân quắc bất như nhân ? Dĩ cổ phương kim tam đinh túc. | Khí xuân lạnh như khí lạnh nơi lưỡi dao bén thoát ra. Gió xuân thổi máu bay đẫm tấm chinh bào Nơi góc thành tiếng tù và lay động bóng hoàng hôn Có người dung nhan kiều diễm như đóa hoa phù dung Thật chẳng khác Lương Hồng Ngọc đánh trống trợ chiến cho ba quân. Và nàng Mộc Lan xông trận nơi sông Hoàng Hà Ai bảo khăn yếm không bằng người ? Từ xưa đến nay vững vàng thế ba chân vạc. |

### Bại trận vẫn hiên ngang
Ngoài thái độ hiên ngang khi bị hành hình, người ta còn truyền rằng khi nghe Bùi Thị Xuân bị bắt, Nguyễn Ánh bèn sai người áp giải đến trước mặt rồi hỏi với giọng đắc chí: 
Ta và Nguyễn Huệ ai hơn?
Bà trả lời:
Chúa công ta, tay kiếm tay cờ mà làm nên sự nghiệp. Trong khi nhà người đi cầu viện ngoại bang, hết Xiêm đến Tây làm tan nát cả sơn hà, cùng đều bị chúa công ta đánh cho không còn manh giáp. Đem so với chúa công ta, nhà ngươi chẳng qua là ao trời nước vũng. Còn nói về đức độ, thì Tiên đế ta lấy nhân nghĩa mà đối xử với kẻ trung thần thất thế, như đã đối với Nguyễn Huỳnh Đức, tôi nhà ngươi. Còn ngươi lại dùng tâm của kẻ tiểu nhân mà đối với bậc nghĩa liệt, đã hết lòng vì chúa, chẳng nghĩ rằng ai có chúa nấy, ái tích kẻ tôi trung của người là khuyến khích tôi mình trung với mình. Chỗ hơn kém rõ ràng như ban ngày và đêm tối. Nếu Tiên đế ta đừng thừa long quá sớm, thì dễ gì nhà ngươi trở lại đất nước này.
Nguyễn Ánh gằn giọng:
Người có tài sao không giữ nổi ngai vàng cho Cảnh Thịnh? 
Bà đáp:
Nếu có một nữ tướng như ta nữa thì cửa Nhật Lệ không để lạnh. Nhà ngươi khó mà đặt chân được tới đất Bắc Hà...

### Các công trình gắn liền với tên tuổi của Bùi Thị Xuân
Tên bà được đặt cho nhiều đường phố trên cả nước, đặc biệt, tên bà còn được đặt cho con đường đi qua THPT cùng tên ở Đà Lạt. Không những vậy, tên bà còn được đặt cho một ngôi trường THPT nổi tiếng ở Thành phố Hồ Chí Minh.